# Adolph Caesar
Adolph Caesar (5 de diciembre de 1933 - 6 de marzo de 1986) fue un locutor, actor de cine, teatro y televisión estadounidense. Conocido por su característica voz profunda, Caesar fue un elemento básico del off-Broadway como miembro de Negro Ensemble Company y como locutor de numerosas películas. 
Obtuvo elogios generalizados por su interpretación del Sargento Waters en  Historia de un soldado, de Charles Fuller , ganadora del Premio Pulitzer , un papel que repitió en la adaptación cinematográfica de 1984 A Soldier's Story , por la que recibió una nominación al Oscar al Mejor Actor de Reparto y nominaciones al Globo de Oro, y ganó un Premio NAACP Image al Mejor Actor .

## Biografía
Caesar nació en Harlem , Nueva York, en 1933, como el menor de tres hijos de madre dominicana y padre indígena negro. A los 12 años, contrajo laringitis, lo que le provocó una voz notablemente profunda.
Después de graduarse de la escuela secundaria George Washington en 1952, Caesar se alistó en la Armada de los Estados Unidos durante la era de la guerra de Corea , sirviendo como ayudante médico de un hospital durante cinco años, alcanzando el rango de suboficial jefe .Tras su baja del servicio, decidió irrumpir en el teatro y pasó a estudiar teatro en la Universidad de Nueva York , graduándose en 1962.
César hizo su debut cinematográfico en 1969 en ¡Che! , interpretando al revolucionario cubano Juan Almeida Bosque . Un año después, Caesar se convirtió en locutor y luego se unió a Negro Ensemble Company en 1970.

## Fallecimiento
César tuvo tres hijos con su esposa Diana, con quien estuvo casado hasta su muerte.
Caesar estaba trabajando en el set de Los Ángeles de la película Tough Guys de 1986 (con Burt Lancaster y Kirk Douglas ) cuando sufrió un infarto y murió poco tiempo después. Su papel fue refundido con Eli Wallach . Fue enterrado en el cementerio Ferncliff en Hartsdale, Nueva York.